# 楽陵郡
楽陵郡（樂陵郡、らくりょう-ぐん）は、中国にかつて存在した郡。後漢末から隋初にかけて、現在の山東省楽陵市一帯に設置された。

## 概要
220年（建安25年）、後漢により平原郡が分割されて楽陵郡が立てられた。楽陵郡は冀州に属し、郡治は厭次県に置かれた。
243年（正始4年）、三国の魏により曹茂が楽陵王に封じられると、楽陵郡は楽陵国と改められた。
晋のとき、楽陵国は厭次・陽信・湿沃・新楽・楽陵の5県を管轄した。
517年（北魏の熙平2年）、楽陵郡は冀州から滄州に転属した。北魏の楽陵郡は楽陵・陽信・厭次・湿沃の4県を管轄した。
583年（開皇3年）、隋が郡制を廃すると、楽陵郡は廃止されて、滄州に編入された。

## 僑置楽陵郡
南北朝時代の南朝宋のとき、楽陵郡の本土が北魏の統治下にあったため、僑郡の楽陵郡が置かれた。これは現在の山東省浜州市一帯に相当する。宋の楽陵郡は青州に属し、楽陵・陽信・新楽・厭次・湿沃の5県を管轄した。皇興年間に北魏の慕容白曜がこの地を奪った。北魏の青州楽陵郡は陽信・楽陵・厭次・新楽・湿沃の5県を管轄した。